# Tōfu Hyakuchin

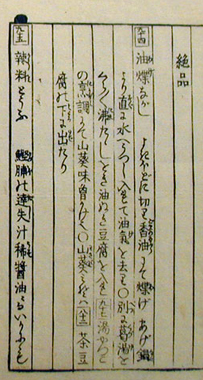
Trang viết phần "Món ăn tinh chế" của cuốn Tōfu Hyakuchin

Tōfu Hyakuchin (豆腐百珍 Đậu phụ bách trân) là cuốn sách dạy nấu ăn của Nhật Bản được xuất bản vào năm 1782 dưới thời Edo.  Tên tác giả được gọi là Seikyōdōjin Kahitsujun (醒狂道人 何必醇 Tỉnh Cuồng Đạo Nhân Hà Tất Thuần); người ta cho rằng tên thật của ông là Sodani Gakusen (曽谷学川 Tăng Cốc Học Xuyên) (1738–1797), thợ khắc con dấu quê quán ở Osaka. Tác phẩm liệt kê tới 100 công thức chế biến đậu phụ. Do sách này được phổ biến rộng rãi mà tác giả cho ra mắt hai tập kế tiếp có nhan đề Tōfu Hyakuchin Zokuhen (豆腐百珍続編 Đậu phụ bách trân tục biên) và Tōfu Hyakuchin Yōroku (豆腐百珍余録 Đậu phụ bách trân dư lục).